# یوکا نیشیگاکی
یوکا نیشیگاکی (انگلیسی: Yuka Nishigaki؛ زادهٔ) صداپیشه اهل ژاپن است.